# 國道41號

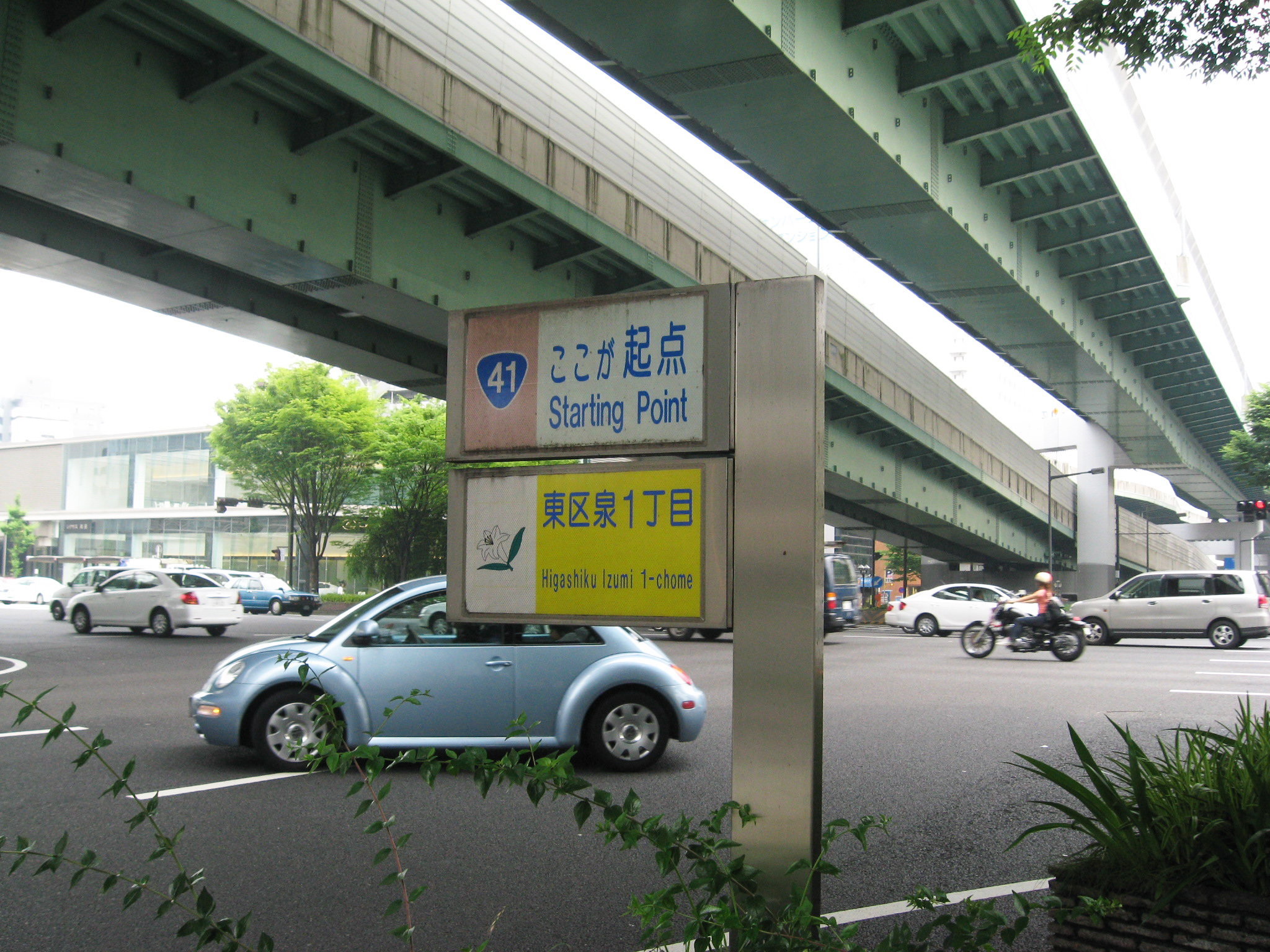
起點標識

國道41號（日语：／ Kokudō Yonjūichi-gō）是日本的一般國道，由愛知縣名古屋市至富山縣富山市。通稱為路線編號的讀音「Yon-ichi」「Shippin」。
此國道於岐阜縣美濃加茂市以北路段大概與高山本線路徑一致，吉城郡古川町（現飛驒市） - 婦負郡細入村（現富山市）區間則穿越數河山經吉城郡神岡町（現飛驒市）通向「越中東街道」。
北為觀光、南為產業，富山方向於假日、名古屋方向之雙線區間於平日、假日皆很繁忙。近頃因為名古屋高速道路、東海北陸自動車道的通車而稍為緩和。
由於其穿越的縣市（主要是高山市、飛驒市、富山市）也是許多日本人諾貝爾獎得主的出生地、居住地或工作場所，因此在日本有「諾貝爾街道」的別名。

## 概要
- 陸上距離：252.1km
- 起點：愛知縣名古屋市東區（高岳交差點＝國道19號交點）
- 終點：富山縣富山市（金泉寺交差點＝國道8號交點）
- 主要經由地：美濃加茂市、下呂市、高山市、飛驒市
- 指定區間：全線
- 岐阜（可兒以北）、富山縣（富山市舊大澤野町以南、終點附近的終點方向）為單側1線道，舊富山市内、岐阜縣（高山市街附近、可兒、美濃加茂以南）與愛知縣小牧間為單側2線道。舊富山市内市街地部份、小牧至起點為單側3線道。

## 歷史
- 1953年5月18日 二級國道155號名古屋富山線（愛知縣名古屋市 - 富山縣富山市）
- 1959年4月1日 一級國道41號（愛知縣名古屋市 - 富山縣富山市） -- 由155號昇格。155號成為缺號。
- 1965年4月1日 一般國道41號（愛知縣名古屋市 - 富山縣富山市）
- 1968年8月18日 白川町内發生飛驒川巴士墜落事故，造成104人死亡、3人受傷，為日本死亡人數最多的巴士事故

## 重複區間
- 國道21號：岐阜縣美濃加茂市太田本町（太田本町4丁目交差點） - 岐阜縣美濃加茂市御門町（新太田橋交差點）
- 國道418號：岐阜縣加茂郡川邊町中川邊（中川邊交差點） - 岐阜縣加茂郡川邊町石神（新山川橋北詰交差點）
- 國道256號：岐阜縣加茂郡白川町（板東橋西詰） - 岐阜縣下呂市金山町（下妙見町交差點）
- 國道257號：岐阜縣下呂市小川（帯雲橋交差點） - 岐阜縣下呂市萩原町萩原（はぎわら大橋東詰）
- 國道472號：岐阜縣高山市上岡本町（上岡本町南交差點） - 岐阜縣飛驒市古川町野口
- 國道471號：岐阜縣飛驒市古川町野口 - 岐阜縣飛驒市神岡町船津（船津北交差點）
- 國道360號：富山縣富山市猪谷 - 富山縣富山市本丸（城址公園前交差點）

## 通過市町村
- 愛知縣
  - 名古屋市（東區-北區） - 西春日井郡豐山町 - 小牧市 - 丹羽郡大口町 - 丹羽郡扶桑町 - 犬山市
- 岐阜縣
  - 可兒市 - 美濃加茂市 - 加茂郡川邊町 - 加茂郡七宗町 - 加茂郡八百津町 - 加茂郡白川町 - 下呂市 - 高山市 - 飛驒市
- 富山縣
  - 富山市

## 接續路線
※参照美濃加茂繞道記事。

### 一般國道・高速道路
中部地方整備局管内
- 愛知縣
  - 國道19號（名古屋市東區・高岳交差點起點）
  - 名古屋高速道路1號楠線東片端入口（名古屋市東區）
  - 名古屋高速道路1號楠線黑川出入口・楠出入口（名古屋市北區）
  - 國道302號（名古屋市北區・大我麻町交差點）
  - 名古屋高速道路11號小牧線豐山南出入口（名古屋市北區・西春日井郡豐山町）
  - 名古屋高速道路11號小牧線豐山北出入口（西春日井郡豐山町・小牧市）
  - 名古屋高速道路11號小牧線小牧南出入口・堀の内出入口（小牧市）
  - 國道155號（小牧市・間間本町交差點）
  - 東名高速道路・名神高速道路小牧IC（小牧市）
  - 名古屋高速道路11號小牧線小牧北出入口（小牧市）
  - 國道155號小牧一宮繞道（小牧市・村中交差點）

- 岐阜縣
  - 國道21號（美濃加茂市・太田本町4丁目交差點 -（重複）- 新太田橋交差點）
  - 國道248號（美濃加茂市・御門町交差點）
  - 國道248號繞道（美濃加茂市・新太田橋交差點）
  - 國道418號（加茂郡川邊町・中川邊交差點 -（重複）- 新山川橋北詰交差點）
  - 國道256號（加茂郡白川町・坂東橋西詰 -（重複）- 岐阜縣下呂市・下妙見町交差點）
  - 國道257號（下呂市・帶雲橋交差點 -（重複）- Hagiwara大橋東詰）
  - 國道158號（高山市・上岡本町南交差點）
  - 國道472號（高山市・上岡本町南交差點 -（重複）- 飛驒市古川町野口）
  - 中部縦貫自動車道（國道158號）高山清見道路高山IC（高山市＜高山國府繞道＞）
  - 國道471號（飛驒市古川町野口 - 船津北交差點）

北陸地方整備局管内
- 富山縣
  - 國道360號（富山市猪谷 -（重複）- 城址公園前交差點）
  - 北陸自動車道富山IC（富山市）
  - 國道359號（富山市・掛尾町交差點）
  - 國道8號（富山市・金泉寺交差點終點）

### 縣道・政令指定都市主要地方道
- 愛知縣
  - 愛知縣道215號田籾名古屋線（名古屋市東區・清水口交差點）
  - 愛知縣道102號名古屋犬山線（名古屋市北區・北警察署南交差點）
  - 愛知縣道202號守山西線（名古屋市北區・新川中橋南詰）
  - 愛知縣道162號松河戸西枇杷島線（名古屋市北區・新川中橋北詰）
  - 愛知縣道59號名古屋第二環狀線（名古屋市北區・丸新町交差點）
  - 愛知縣道62號春日井稻澤線（西春日井郡豐山町・豐場交差點）
  - 愛知縣道448號名古屋空港中央線（西春日井郡豐山町・幸田交差點）
  - 愛知縣道161號名古屋豐山稻澤線（西春日井郡豐山町・青山下屋敷交差點）
  - 愛知縣道166號小牧岩倉一宮線（小牧市・多気中町東交差點 -（重複）- 下小針中島2丁目南交差點）
  - 愛知縣道165號春日小牧線（小牧市・下小針中島2丁目南交差點）
  - 愛知縣道25號春日井一宮線（小牧市・花塚橋南交差點）
  - 愛知縣道451號名古屋外環狀線（小牧市・花塚橋北交差點）
  - 愛知縣道197號小牧春日井線（小牧市・弥生町交差點）
  - 愛知縣道158號小口名古屋線（小牧市・横内南交差點）
  - 愛知縣道179號宮後小牧線（小牧市・横内西交差點）
  - 愛知縣道176號若宮江南線（丹羽郡大口町・新宮2丁目交差點）
  - 愛知縣道158號小口名古屋線（丹羽郡大口町・中小口5丁目交差點）
  - 愛知縣道157號小口岩倉線（丹羽郡大口町・中小口3丁目交差點）
  - 愛知縣道194號斉藤羽黑線（丹羽郡大口町・上小口2丁目交差點）
  - 愛知縣道192號草井羽黑線（丹羽郡大口町・上小口2丁目交差點 -（重複）- 南新田交差點）
  - 愛知縣道27號春日井各務原線（犬山市・五郎丸交差點）
  - 愛知縣道49號春日井犬山線・愛知縣道64號一宮犬山線（犬山市・塔野地交差點）
  - 愛知縣道188號善師野西北野線（犬山市塔野地）
  - 愛知縣道461號犬山自然公園線（尾張Parkway）清水IC（犬山市）

- 岐阜縣
  - 岐阜縣道122號御嵩犬山線（可児市・菅刈交差點）
  - 岐阜縣道361號可兒川停車場日本Line公園線（可兒市・大脇交差點）
  - 岐阜縣道84號土岐可兒線（可兒市・中濃大橋南交差點）
  - 岐阜縣道347號蜂屋太田線（美濃加茂市・太田本町1丁目交差點）
  - 岐阜縣道348號山之上古井線・岐阜縣道350號野上古井線（美濃加茂市・森山3丁目交差點）
  - 岐阜縣道80號美濃川邊線（加茂郡川邊町中川邊）
  - 岐阜縣道64號可児金山線（加茂郡川邊町・上川邊交差點 -（重複）- 加茂郡七宗町・中麻生上交差點）
  - 岐阜縣道62號下呂白川線（加茂郡白川町・白川口交差點）
  - 岐阜縣道58號関金山線（下呂市・井尻交差點）
  - 岐阜縣道438號飛驒金山停車場線（下呂市・上市場交差點）
  - 岐阜縣道432號門和佐瀨戶線（下呂市・中原大橋西詰）
  - 岐阜縣道88號下呂小坂線（下呂市・三原交差點）
  - 岐阜縣道440號乗政下呂停車場線（下呂市・帯雲橋交差點 -（重複）- 下呂市小川）
  - 岐阜縣道439號飛驒萩原停車場線（下呂市・萩原交差點）
  - 岐阜縣道88號下呂小坂線（下呂市・矢ヶ野交差點）
  - 岐阜縣道87號久久野朝日線・岐阜縣道455號段久久野線（高山市・無數河交差點）
  - 岐阜縣道98號宮萩原線（高山市・一之宮交差點）
  - 岐阜縣道460號石浦陣屋下切線（高山市・石浦町北交差點）
  - 岐阜縣道458號町方高山線（高山市・下岡本町南交差點）
  - 岐阜縣道73號高山清見線・岐阜縣道457號名張高山線（高山市・上切町交差點＜高山國府繞道＞）
  - 岐阜縣道460號石浦陣屋下切線（高山市・松本町北交差點）
  - 岐阜縣道89號高山上寶線（高山市・下切町交差點）
  - 岐阜縣道476號古川國府線（高山市・金桶橋東交差點）
  - 岐阜縣道482號新田飛驒國府停車場線（高山市・名張交差點）
  - 岐阜縣道76號國府見座線（高山市・廣瀨交差點）
  - 岐阜縣道479號古川宇津江四十八滝國府線（飛驒市・大野交差點）
  - 岐阜縣道471號谷高山線（飛驒市・新蛤橋西詰 -（重複）- 上野交差點）
  - 岐阜縣道90號古川清見線・岐阜縣道480號飛驒古川停車場線（飛驒市・稲葉交差點）
  - 岐阜縣道75號神岡河合線（飛驒市・諏訪田交差點 -（重複）- 鷹狩橋交差點）
  - 岐阜縣道473號鼠餅古川線（飛驒市・袈裟丸南交差點）
  - 岐阜縣道75號神岡河合線（飛驒市神岡町西）

- 富山縣
  - 富山縣道192號猪谷停車場線（富山市・猪谷交差點）
  - 富山縣道25號砺波細入線（富山市・新笹津橋南詰）
  - 富山縣道69號富山細入線・富山縣道188號東猪谷富山線（富山市・新笹津橋北詰）
  - 富山縣道65號富山大澤野線（富山市笹津）
  - 富山縣道318號笹津安養寺線（富山市・西大澤交差點）
  - 富山縣道341號八尾大澤野線（富山市・高内交差點）
  - 富山縣道340號二松上大久保線（富山市・上二杉交差點）
  - 富山縣道183號大澤野大山線（富山市・上二杉交差點 -（重複）- 上大久保六區西交差點）
  - 富山縣道35號立山山田線（富山市・下大久保若草町交差點）
  - 富山縣道130號總合運動公園線（富山市・OmuniPark交差點）
  - 富山縣道318號笹津安養寺線（富山市・安養寺交差點）
  - 富山縣道68號富山外郭環狀線（富山市・下熊野南交差點）
  - 富山縣道55號富山空港線（富山市・空港口交差點）
  - 富山縣道56號富山環狀線（富山市・赤田交差點 -（重複）- 上袋交差點）
  - 富山縣道317號下掛尾堀川小泉線（富山市・掛尾町第二交差點）
  - 富山縣道3號富山立山魚津線・富山縣道62號富山小杉線（富山市・城南公園前交差點）
  - 富山縣道44號富山高岡線（富山市・城址公園前交差點）
  - 富山縣道22號富山停車場線・富山縣道43號富山上滝立山線（富山市・荒町交差點）
  - 富山縣道30號富山港線（富山市・北新町交差點）
  - 富山縣道172號八幡田稻荷線（富山市・東町交差點）
  - 富山縣道65號富山大澤野線（富山市・双代町交差點）
  - 富山縣道56號富山環狀線（富山市・荒川東部交差點）
  - 富山縣道175號新庄大山線（富山市・新庄交差點）
  - 富山縣道4號富山上市線・富山縣道177號蓮町新庄線（富山市・向新庄口交差點）
  - 富山縣道316號稻荷町新庄線（富山市・新庄町第五交差點）
  - 富山縣道65號富山大澤野線（富山市・五本榎交差點）
  - 富山縣道365號流杉町袋線（富山市・金泉寺交差點終點）

## 繞道
- 名濃繞道（愛知縣・岐阜縣）
- 美濃加茂繞道（岐阜縣）
- 下呂繞道（岐阜縣）
- （小坂久久野繞道：未開通）（岐阜縣）
- （石浦繞道：未開通）（岐阜縣）
  - （宮峠繞道）：未開通）（岐阜縣）
  - （宮高山繞道）：未開通）（岐阜縣）
- 高山繞道（岐阜縣）
- （高山國府繞道：部份開通）（岐阜縣）
- 國府繞道（岐阜縣）
- 國府古川繞道（岐阜縣）
- 古川繞道（岐阜縣）
- （猪谷楡原道路：部份開通）（富山縣）

## 別名
- 鰤街道、鰤出世街道

冷凍技術未發達時、富山灣的寒鰤、鹽漬之後由人經山國飛驒運送、富山至岐阜高山間的道路之名。
- 諾貝爾街道
  - 白川英樹（諾貝爾化學獎）的少年時代在高山市生活，現居名古屋
  - 小柴昌俊（諾貝爾物理學獎）在超級神岡的研究生涯多在吉城郡神岡町（現飛驒市）度過
  - 利根川進（諾貝爾生理學或醫學獎）出生於名古屋，幼年時住在上新川郡大澤野町（現富山市）
  - 田中耕一（諾貝爾化學獎）是土生土長的富山市人。
  - 此外在2008年，獲得諾貝爾物理學獎的小林誠、益川敏英都是土生土長的名古屋人，在名古屋大學完成學士至博士學位
  - 獲得諾貝爾化學獎的下村脩曾在名古屋大學度過5年時光[2]。
  - 而在2014年因發明藍光LED獲得諾貝爾物理學獎的天野浩、赤崎勇都是名古屋大學校友，在國道41號起點處的名大、名城大學進行研究。
  - 最近在2015年因微中子震盪獲得諾貝爾物理學獎的梶田隆章，則早在1995年就搬到富山市定居了[3]。
- 空港線　名古屋市内區間的市道堀田高岳線區間名稱。超級神岡探測器
- 名古屋街道
- 益田街道
- 飛驒街道
- 越中東街道

## 主要山
- 宮山（標高777m）：岐阜縣高山市
- 數河山（標高896m）：岐阜縣飛驒市

## 維持管理
- 名古屋國道維持第一出張所：名古屋市東區泉～西春日井郡豐山町豐場：7.3km

所在地：名古屋市瑞穂區神穂町
- 名古屋國道維持第二出張所：西春日井郡豐山町豐場～犬山市大字善師野（至縣境）：20.5km

所在地：春日井市西本町
- 美濃加茂國道維持出張所：犬山市大字善師野～岐阜縣下呂市金山町：46.8km

所在地：美濃加茂市本郷町
- 下呂維持出張所：下呂市金山町 - 下呂市小坂町：55Km

所在地：下呂市萩原町羽根（下呂總合廳舎）
- 神岡維持出張所：飛驒市古川町 - 神岡町：48Km

所在地：飛驒市神岡町東町
- 高山維持出張所：高山市國府町 - 高山市久久野町：37Km

所在地：高山市石浦町

## 豪雨預警性封路區間
- 岐阜縣益田郡金山町中切~岐阜縣益田郡下呂町三原間　連續雨量150mm以上時禁止通行
- 岐阜縣加茂郡白川町坂ノ東~岐阜縣益田郡金山町井尻間　連續雨量150mm以上時禁止通行
- 岐阜縣加茂郡七宗町樫原~岐阜縣加茂郡白川町河岐間　連續雨量150mm以上時禁止通行
- 岐阜縣吉城郡神岡町船津~岐阜縣吉城郡神岡町東茂住間　連續雨量120mm以上時禁止通行
- 岐阜縣益田郡小坂町門坂~岐阜縣大野郡久久野町無數河間　連續雨量150mm以上時禁止通行

## 關連項目
- 中部地方道路一覽
- 日本道路一覽

## 脚注
1. ↑  .   [2015-10-17]. （原始内容存档于2016-06-23）.
2. ↑  . . 2008-10-09. 日本テレビ系列. 日本テレビ.等
3. ↑  北日本新聞2015年10月7日など。

## 外部連結
- 中部地方整備局
  - 名古屋國道事務所
  - 愛知國道事務所（页面存档备份，存于）
  - 岐阜國道事務所
  - 高山國道事務所 （页面存档备份，存于）
- 北陸地方整備局 （页面存档备份，存于）
  - 富山河川國道事務所（页面存档备份，存于）